# Karl Ulbrich
Karl Ulbrich (* 1. August 1905 in Wiener Neustadt; † 20. September 1987 in Wien) war ein österreichischer Beamter, Vermessungsingenieur und Heimatforscher. Er veröffentlichte zahlreiche landeskundliche Publikationen über das Burgenland, und war maßgeblich an dessen siedlungsgeografischer Erforschung beteiligt.

## Leben und Wirken
Ulbrich wurde als Sohn eines Fabriksdirektors in Wiener Neustadt geboren. Nach dem Umzug der Familie nach Wien 1915 besuchte er dort die Schule und maturierte 1924 an der Realschule Glasergasse. Anschließend studierte er Geodäsie an der Technischen Universität Wien. Er schloss sein Studium 1928 mit dem Titel Diplom-Ingenieur mit Auszeichnung ab, und promovierte im Dezember 1928 als erster Geodät in Österreich zum Doktor der technischen Wissenschaften. Seine Dissertation trägt den Titel „Allgemeine mathematische Theorie der Umfahrungsplanimeter in vektoranalytischer Darstellung“.
Von April 1928 bis zum Antritt seines Ruhestandes 1970 war er im Bundesamt für Eich- und Vermessungswesen tätig. 1952 wurde er Leiter der Dienststelle Technisches Nivellement, 1968 Referatsleiter des Nivellements und Abteilungsvorstandsstellvertreter.
Bei der Katastralvermessung des damals neuen Bundeslandes in den 1930er-Jahren lernte Ulbrich das Burgenland kennen. Er arbeitete unter anderem an Neuvermessungen im Pinkaboden zwischen Eisenberg und Eberau, sowie in den Gemeinden St. Martin in der Wart, Rauchwart, Markt Allhau und Wolfau. Hier lernte er auch seine Frau Elsa (geb. Leitner) kennen, die er 1934 heiratete. Nach dem Zweiten Weltkrieg war er als Regierungs-Vermessungsrat mit der Leitung des Neuvermessungsamtes für städtebauliche Planung in Graz betraut. Er wirkte dabei unter anderem an den Vermessungen von Graz, Innsbruck, Klagenfurt, Neunkirchen und St. Pölten mit.
Wegen seines Fachwissens wurde er in diverse Ausschüsse entsandt und in Gremien berufen. So wurde er etwa 1957 ständiger Vertreter Österreichs im deutschen Fachnormenausschuss „Geodätische Instrumente und Geräte“.
Ulbrich widmete sich intensiv der landeskundlichen und siedlungsgeografischen Erforschung des Burgenlandes und veröffentlichte zahlreiche Publikationen dazu, vor allem in den Burgenländischen Heimatblättern. Er erstellte für das Bundesdenkmalamt Baualter- und Grundrisspläne für die Burgen Bernstein, Forchtenstein, Landsee und Lockenhaus. Als Mitarbeiter an der „Allgemeinen Bibliographie des Burgenlandes“ erstellte er über zehntausend Titel für den Bereich „Karten und Pläne“, die 1970 und 1972 veröffentlicht wurden.
Karl Ulbrich verstarb am 20. September 1987 in Wien. Er wurde in Wolfau begraben.

## Auszeichnungen (Auszug)
(Quelle: )
- Karoline- und Guido-Krafft-Medaille (1930)
- Ernennung zum Oberrat (1953)
- Goldenes Ehrenzeichen für Verdienste um die Republik Österreich (1956)
- Ehrenzeichen für Verdienste um das Bundesland Burgenland (1964)
- Goldene Ehrennadel für Verdienste um das österreichische Normungswesen (1970)
- Ernennung zum Hofrat (1970)
- Ehrenkreuz für Wissenschaft und Kunst I. Klasse

## Publikationen (Auszug)
(Quelle: )
- Vektor-analytischer Ausgleich von Polygonzügen. In: Mitteil. d. forstw. Abt. der kgl. Ung. Hochschule f. Berg- und Forstwesen, Band XXXI, Sopron 1929 (gemeinsam mit János Sébor)
- Allgemeine mathematische Theorie der Umfahrungsplanimeter in vektor-analytischer Darstellung. Dissertation der Technischen Hochschule Wien. In: ÖZV, 28. Jg., Wien 1930
- Ausgrabungen in Wolfau. In: Fundberichte des Bundesdenkmalamtes, Wien 1934
- Siedlungsformen des Burgenlandes. In: BHBl (Burgenländische Heimatblätter), 4. Jg., Eisenstadt 1935, S. 97–110 (zobodat.at [PDF]), 141–151 (zobodat.at [PDF]) und 173–189 (zobodat.at [PDF]).
- Römische Hügelgräber in Wolfau. In: Jahreshefte des. Österr. Archäologischen Institutes. Bd. XXIX, Wien 1935
- Siedlungsformen des Burgenlandes (Entgegnung). In: BHBl, 7. Jg., Eisenstadt 1938
- Stadtgrundrisse, Dorfanalagen und Flurformen in Österreich. In: AVN, 51. Jg., Heft 4, Liebenwerda 1939
- Städte und Märkte in Kärnten. In: Mitteilungen d. Geographischen Gesellschaft in Wien, Band 82, Heft 7/8, Wien 1939
- Die staatlichen Vermessungsarbeiten im Burgenland. In: 25 Jahre Burgenland, Eisenstadt 1947
- Die mittelalterlichen Wehranlagen von Eberau (Südburgenland). In: Burgenländische Forschungen, Heft 4, Horn-Wien 1948
- Die Wehranlage Hagensdorf-Luising. In: BHBl, 12. Jg., Eisenstadt 1950, S. 54–58 (zobodat.at [PDF]).
- Die Katastralpläne von Wolfau. In: VuH, 7. Jg., Heft 13 und 14, Eisenstadt 1954
- Die Wehranlagen von Burg. In: Burgenländische Forschungen, Heft 25, Eisenstadt 1954
- Die kartographische Darstellung des Raumes von Wolfau. In: BHBl, 16. Jg., Eisenstadt 1954, S. 170–177 (zobodat.at [PDF]).
- Der „Tabor“ von Unterloisdorf-Mannersdorf a. d. R. In: BHBl. 18. Jg., Eisenstadt 1956, S. 14–17 (zobodat.at [PDF]).
- Das „G'schlößl“ von Leithaprodersdorf. In: BHBl, 19. Jg., Eisenstadt 1957, S. 104–112 (zobodat.at [PDF]).
- Die „Burg“ von Pamhagen. In: BHBl, 23. Jg., Eisenstadt 1961, S. 24–31 (zobodat.at [PDF]).
- Eine untergegangene Ortschaft im Neusiedlersee. In: BHBl, 23. Jg., Eisenstadt 1961, S. 63–69 (zobodat.at [PDF]).
- Der Purgstall von Purbach im Nordburgenland. In: BHBl, 24. Jg., Eisenstadt 1962, S. 138–148 (zobodat.at [PDF]).
- Der „Tabor“ von Mannersdorf a. d. Rabnitz. In: BHBl, 24. Jg., Eisenstadt 1962, S. 230–237 (zobodat.at [PDF]).
- Ein alter Plan des Purbacher Burgstalls. In: BHBl, 25. Jg., Eisenstadt 1963, S. 132–137 (zobodat.at [PDF]).
- Die Wehranlage von Lutzmannsburg (Bgld.). In: BHBl, 26. Jg., Eisenstadt 1964, S. 161–171 (zobodat.at [PDF]).
- Die Wehranlagen von Weinberg im Burgenland. In: BHBl, 31. Jg., Eisenstadt 1969, S. 173–181 (zobodat.at [PDF]).
- Die Wehranlage von Hornstein. In: Festschrift Hornstein 1271–1971, Ein Gang durch die Geschichte, Hornstein 1971
- Ansichten nordburgenländischer Orte aus 1692. In: BHBl, 33. Jg., Eisenstadt 1971, S. 131–137 (zobodat.at [PDF]).
- Ortspläne und Landkarten der Oberen Wart. Festschrift 650 Jahre Obere Wart, Oberwart 1977
- Die Baugeschichte der Erdödy-Schlösser in Rotenturm. In: BHBl, 40. Jg., Eisenstadt 1978, S. 97–133 (zobodat.at [PDF]).
- Die Wehranlagen von Willersdorf und Neuberg. In: 700 Jahre Oberschützen. Hrsg. Gemeinde Oberschützen im Burgenland, 1979